# Somebody Loves Me
Somebody Loves Me (Brasil: Mais Uma Vez Perdão / Portugal: Por Todos Sua Amada) é um filme estadunidense de 1952, do gênero biografia musical, dirigido por Irving Brecher e estrelado por Betty Hutton e Ralph Meeker. O filme marca a despedida de Betty da Paramount, onde ela construiu praticamente toda sua carreira. Depois deste, ela apareceria nas telas apenas mais uma vez, em Spring Reunion, de 1957.
Somebody Loves Me conta a história de dois artistas do vaudeville, Blossom Seeley e Ben Fields, por isso a trilha sonora é formada por vários sucessos antigos, entre eles Oh! Susanna, de Stephen Foster, Way Down Yonder in New Orleans, de Turner Layton e Henry Creamer e a canção-título, composta por George Gershwin, Buddy G. DeSylva e Ballard MacDonald, que tornou-se a marca registrada de Blossom mais tarde.
Jack Benny aparece em uma ponta, sem créditos.

## Sinopse
Bloss Seeley inicia a carreira artística em São Francisco, logo após o terremoto de 1906. Finda a Primeira Guerra Mundial, ela vai para a Broadway e depois retorna ao vaudeville, onde encontra o amor de sua vida, o ambicioso Benny Fields.

## Elenco
| Ator/Atriz    | Personagem   |
| ------------- | ------------ |
| Betty Hutton  | Bloss Seeley |
| Ralph Meeker  | Benny Fields |
| Robert Keith  | Sam Doyle    |
| Adele Jergens | Nola Beach   |
| Billie Bird   | Essie        |
| Henry Slate   | Forrest      |
| Sid Tomack    | Harry Lake   |